# Aurelio Menegazzi
Aurelio Menegazzi detto Aleardo (Buttapietra, 15 novembre 1900 – Milano, 23 novembre 1979) è stato un ciclista su strada e pistard italiano.
Il 27 luglio 1924 fu medaglia d'oro ai Giochi olimpici di Parigi nell'inseguimento a squadre. L'anno dopo, il 1925, passò al professionismo e divenne ciclista su strada, con risultati assai più modesti. Partecipò a sei Giri d'Italia e a varie classiche, fino al ritiro avvenuto nel 1934.
Morì a Milano settantanovenne e venne sepolto al locale Cimitero di Lambrate.

## Palmarès

### Pista
- 1924 (dilettanti)

Giochi olimpici, Inseguimento a squadre (con Angelo De Martini, Alfredo Dinale e Francesco Zucchetti)

### Strada
- 1924 (dilettanti)

Coppa Caldirola
Astico-Brenta
- 1925

Coppa d'Inverno
Coppa Appennino
- 1931

Coppa d'Inverno
- 1932

2ª tappa Giro del Piemonte (Biella > Alessandria)

## Piazzamenti

### Classiche
- Milano-Sanremo

1925: 10º
1932: 24º
1933: 53º
- Giro di Lombardia

1925: 18º

### Competizioni mondiali
- Giochi olimpici

Parigi 1924 - Inseguimento a squadre: vincitore